# El rey pasmado
El rey pasmado es una película cómica e histórica española de 1991 dirigida por Imanol Uribe, basada en la novela de Gonzalo Torrente Ballester Crónica del rey pasmado.

## Trama
Historia ambientada en la corte española del siglo XVII, en la que el rey Felipe IV (Gabino Diego), en una escapada con el conde de la Peña Andrada, queda pasmado al contemplar el cuerpo desnudo (con medias rojas) de Marfisa (Laura del Sol), una prostituta de la Villa (en una postura que recuerda la Venus del espejo). Tras dicho descubrimiento, el rey decide contemplar el cuerpo desnudo de su mujer, la reina Isabel de Borbón (Anne Roussel)
Este hecho hace que el Gran Inquisidor se vea obligado a convocar una junta de teólogos para debatir el asunto. Las dos caras del debate están representadas por la figura del fraile Villaescusa (Juan Diego), que asegura que la pretensión del rey es grave pecado que puede traer el castigo a todo el país y el padre Almeida, un misionero jesuita que replica que la mala suerte de los gobernados depende de la capacidad de sus gobernantes más que de su moralidad y que el deseo del rey es un asunto privado. Aunque la reina está dispuesta a complacer los deseos del rey, Villaescusa y sus subalternos hacen lo imposible para frustrar sus pretensiones. Finalmente, gracias a la ayuda del jesuita y el conde de la Peña Andrada, el rey consigue reunirse con la reina a solas en el monasterio de San Plácido y logra su objetivo.
Paralelamente, el Conde-Duque de Olivares (Javier Gurruchaga) teme estar siendo castigado por Dios ya que no logra tener descendencia con su mujer, por lo que pide consejo a Villaescusa, quien le informa que la culpa de la esterilidad la tiene el placer que él y su esposa obtienen a la hora de realizar el acto sexual. La solución, de "inspiración divina" propuesta por Villaescusa consiste en que el conde y su esposa copulen en el coro de la iglesia de San Plácido (donde por coincidencia muy cerca se encuentran los reyes) delante de las monjas del coro. A la salida de este encuentro sexual el Conde-Duque de Olivares recibe sendos correos donde le informan de la llegada de la Flota de Indias a Cádiz con todo el cargamento y la victoria de las tropas españolas en Flandes. Villaescusa quiere hacer ver que el feliz desenlace se debe a los sacrificios por los que han pasado, pero el conde Duque le replica que por la fecha de las cartas se ve que la flota había arribado a Cádiz hace dos días "justo el día en que el Rey se fue de putas". El conde Duque envía a Villaescusa a Roma con una carta lacrada  en donde se pide que no le dejen marchar hasta que haya cambiado su actitud.

## Reparto
- Gabino Diego como Felipe IV de España.
- Anne Roussel como Isabel de Borbon, reina consorte de Felipe IV.
- Juan Diego como Padre Villaescusa, fraile capuchino, consejero espiritual opuesto a los pecados del Rey.
- Javier Gurruchaga como Conde-Duque de Olivares, valido del Rey que colabora con los capuchinos para tenerlos de su parte, y desea concebir un heredero.
- Fernando Fernán Gómez como el Gran Inquisidor, que no se opone a las actividades del Rey pero sí a las ejecuciones por motivos teológicos que otros buscan.
- Eusebio Poncela como Conde de Peña Andrada, antiguo corsario con la confianza del Rey, y que le sirve de alcahuete.
- Joaquim de Almeida como Padre Almeida, monje jesuita con visión más progresista que la de Villaescusa, y amigo de Peña Andrada.
- Laura del Sol como Marfisa, la mejor prostituta de la Villa, y la primer mujer que el Rey ve desnuda.
- María Barranco como Lucrecia, prostituta que trabaja para Marfisa, y amante de Peña Andrada.
- Carme Elías como abadesa y prima del Gran Inquisidor. Da cobijo a Marfisa en la abadía cuando Marfisa es perseguida.
- Alejandra Grepi como Doña Bárbara, esposa del Conde Duque de Olivares (Históricamente, la esposa del Conde Duque se llamaba Inés de Zúñiga y Velasco).
- Emma Cohen como Duquesa Viuda del Maestrazgo.
- Christine Dejoux como Colette, Dama de confianza de la Reina.
- Eulalia Ramón como Paca Távora, Dama de la Reina y amante de Peña Andrada.
- Enrique San Francisco como mendigo que habla de presagios en la calle.
- José Soriano como Rivadesella, monje de doctrina opuesta a Villaescusa.

## Comentarios
Imanol Uribe recrea esta adaptación de la novela escrita por el novelista Gonzalo Torrente Ballester, Crónica del rey pasmado. Haciendo gala de una bien documentada ambientación en la que destacan la dirección artística de Félix Murcia, el vestuario de Javier Artiñano y la banda sonora compuesta por José Nieto.
Cabe destacar las representaciones de Javier Gurruchaga en el papel del Conde-Duque de Olivares, Gabino Diego en el papel del Rey y Juan Diego en el papel de consejero espiritual.
La mayor parte de la película fue rodada en el palacio renacentista del Marqués de Santa Cruz en Viso del Marqués (Ciudad Real) y en el Monasterio de Uclés (Cuenca). La escena del encuentro sexual entre el valido y su mujer se rodó en la iglesia de Santa María de la Magdalena de Torrelaguna (Madrid).

## Crítica
Carlos Aguilar en su Guía del cine español comenta que la película tiene algunos fallos, como el diferente tratamiento de los personajes históricos, pero que estos se ven compensados por una buena realización y un buen reparto. La crítica también destacó el gran parecido de Gabino Diego y Gurruchaga con Felipe IV y el Conde-Duque de Olivares respectivamente.

## Palmarés cinematográfico
VI edición de los Premios Goya
| Categoría                     | Persona                             | Resultado |
| ----------------------------- | ----------------------------------- | --------- |
| Mejor película                | Mejor película                      | Nominada  |
| Mejor director                | Imanol Uribe                        | Nominado  |
| Mejor actor protagonista      | Gabino Diego                        | Nominado  |
| Mejor actriz de reparto       | María Barranco                      | Nominada  |
| Mejor actor de reparto        | Juan Diego                          | Ganador   |
| Mejor actor de reparto        | Javier Gurruchaga                   | Nominado  |
| Mejor guion adaptado          | Joan Potau Gonzalo Torrente Malvido | Ganadores |
| Mejor música original         | José Nieto                          | Ganador   |
| Mejor fotografía              | Hans Burmann                        | Nominado  |
| Mejor dirección artística     | Félix Murcia                        | Ganador   |
| Mejor dirección de producción | Andrés Santana                      | Ganador   |
| Mejor diseño de vestuario     | Javier Artiñano                     | Ganador   |
| Mejor maquillaje y peluquería | Romana González Josefa Morales      | Ganadoras |
| Mejor sonido                  | Gilles Ortion Ricard Casals         | Ganadores |

Medallas del Círculo de Escritores Cinematográficos de 1990
| Categoría    | Persona    | Resultado |
| ------------ | ---------- | --------- |
| Mejor música | José Nieto | Ganador   |

Otros
- Festival de Cine de Peñíscola - Mejor Guion (Joan Potau y Gonzalo Torrente Malvido)

- Premio ACE (Nueva York) - Mejor Director (Imanol Uribe), Mejor Actor de Reparto (Juan Diego)